# De Volharding (coöperatie)
De Volharding was een van oorsprong op socialistische beginselen geschoeide coöperatie en vond haar oorsprong in 1880 te Den Haag. Uit deze organisatie bleef uiteindelijk de Coöperatieve Uitvaartvereniging De Volharding (CUVO) over.

## Geschiedenis
In 1879 werd de Coöperatieve Broodbakkerij en Verbruiksvereniging De Volharding voor broodvoorziening aan arbeiders opgericht.
De Volharding werd op 8 april 1880 in Den Haag opgericht als  ’s-Gravenhaagsche Volksbroodbakkerij, die uitgroeide tot coöperatie van bakkerijen, en later winkels, apotheken, een ziekenhuis en een uitvaartafdeling. Zij had tot doel het leven van de arbeidersklasse dragelijker te maken. De leuze was: Eén voor allen, alleen voor één. Het klassenverschil diende te verdwijnen, volgens de mening van De Volharding.

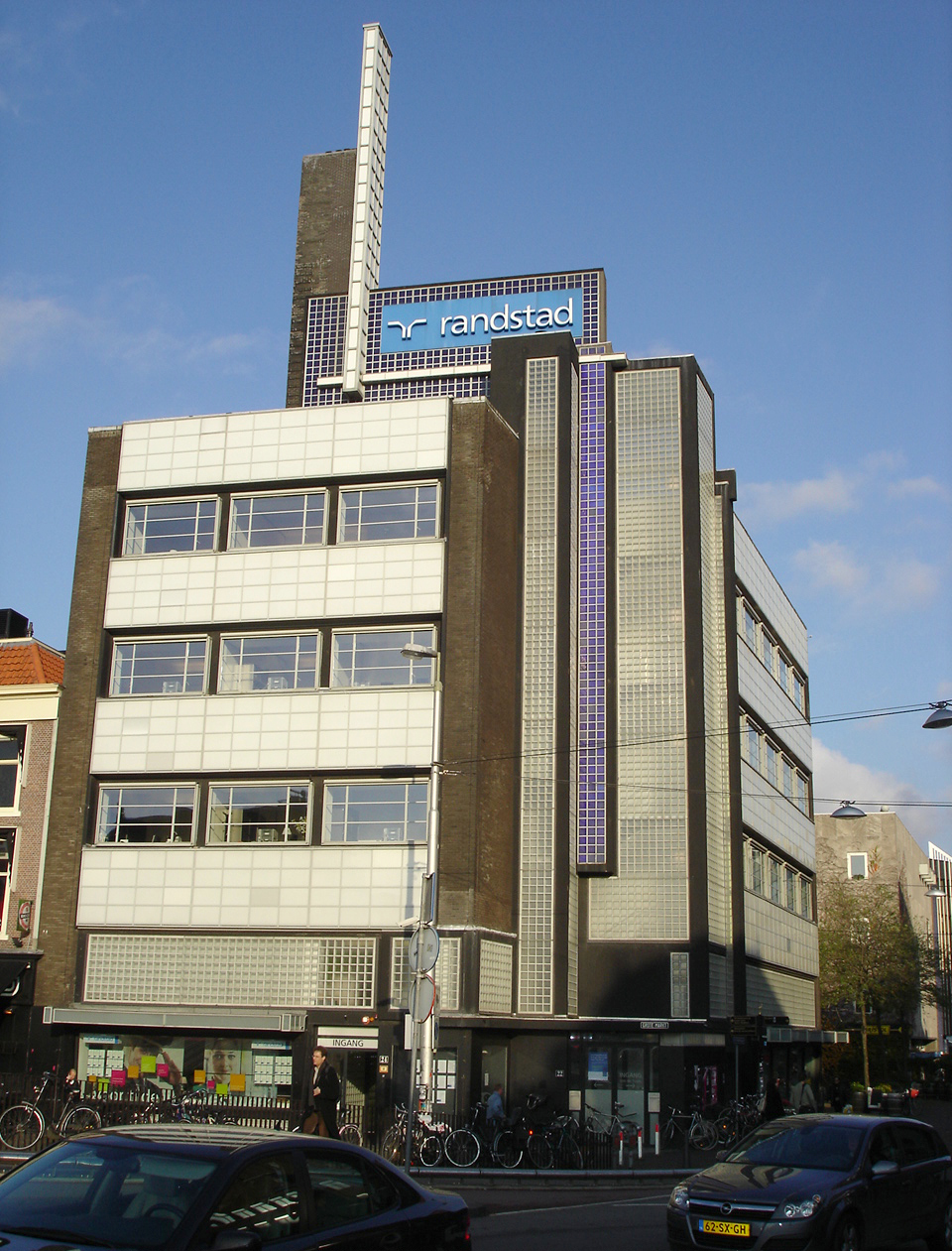
Gebouw De Volharding (1928) van architecten Jan Buijs en Joan Lürsen aan de Grote Markt te Den Haag

De eerste bakkerij met winkel in een gehuurd pand werd opgericht in 1880 in de Haagse Paulus Potterstraat. In 1883 werd een eigen bakkerij aan de Koninginnestraat voltooid. In 1904 werd een nieuwe broodfabriek aan de Delftselaan in gebruik genomen, die tot 1975 heeft dienstgedaan en daarna is gesloopt. Daarna werden voor leden van de coöperatie kruidenierswinkels, kledingmagazijnen, slagerijen, en daarnaast een afdeling gezondheidszorg toegevoegd, met sinds 1893 een eigen apotheek, een eigen kraamkliniek, eigen artsen, een eigen ziekenhuis en sinds 1892 een eigen ziekenfonds (Algemeen Ziekenfonds De Volharding, ofwel AZIVO) toegankelijk. 
Het geloof in deze vooruitgang en in de moderne architectuur gaf in 1927 de aanzet tot de bouw van het hoofdkantoor van De Volharding op de hoek van de Grote Markt en de Grote Marktstraat. Het gebouw werd ontworpen door architecten Jan Buijs en Joan Lürsen en was een voorbeeld tot het samenkomen van socialisme en modernisme. Door toevoeging van de in 1935 opgerichte Coöperatieve Uitvaartvereniging De Volharding (CUVO), kon de arbeider worden verzorgd van de wieg tot het graf. 
De kruidenierszaken en slagerijen gingen in de loop van de tijd over in andere handen en werden veelal opgeheven ten gevolge van faillissementen. In 1941 stapte het Azivo uit de coöperatie, omdat men vreesde dat deze in Duitse handen zou vallen, en werd omgedoopt tot  Onderlinge Waarborgmaatschappij Algemeen Ziekenfonds De Volharding. Het Azivo en De Volharding bleven echter bestaan. Het Azivo ging in 2017 op in Menzis, waardoor De Volharding als uitvaartvereniging CUVO nog over bleef. 
Voor CUVO bleek het noodzakelijk een commerciële weg in te slaan, omdat na de Tweede Wereldoorlog de verzorgingsstaat de rol van het socialistische gedachtegoed steeds meer op zich nam. Hierbij behoorde ook groei van het bedrijf, zodat zwakkere Haagse uitvaartbedrijven, zoals uiteindelijk in 1999 Inget Mati, Johs. Ouwejan en Zoon, en Ad Patres, konden worden toegevoegd. In 2017 werd het eigen crematorium Haagse Duinen geopend.